# Elisa Waut
Elisa Waut is een Belgische synthpopgroep uit de jaren 80. De band was opgebouwd rond broer en zus Hans en Elsje Helewaut, samen met bassist Chery Derycke.

## Geschiedenis
Elisa Waut won in 1984 Humo's Rock Rally. Na vier albums stopte de groep in 1990, maar in 1995 en 1998 kwamen er toch nog albums uit. Die waren meer spiritueel en transcendent dan hun eerdere albums.
Elsje Helewaut bouwde daarna samen met haar partner Chery een oude boerderij in Zarren om tot de bed & breakfast "Ark van Zarren" die in 2003 opende. Ze hebben in Brugge ook een gelijknamige winkel die in 2017 verhuisd is naar een pand aan de Dijver. 
Elsje en Chery vormden samen met Ivan Smeulders en Marie-Anne Coppens ook de groep "Ark", die in 2002 de cd "Arkangel" met spirituele songs uitbracht. In mei 2006 kwam hun tweede cd "Victory of Light" uit. De voorlopig laatste cd van "Ark" kwam uit in 2009: "Universal Love".
Samen met Bart Plouvier, Wigbert van Lierde en Dirk Van Esbroeck nam Elsje Helewaut deel aan het project "Van Alle Landen Thuis". Hieraan kwam een eind door de ongeneeslijke ziekte van Dirk Van Esbroeck. Hij overleed op 23 mei 2007.
Hans Helewaut ging na Elisa Waut verder in de muziek. Hij bracht onder eigen naam o.a.de cd's "De Dood Van Titiaan" (1994) en "Meanwhile, up in the Snowy Mountains" (1998) uit. Hij componeerde ook filmmuziek, onder andere voor De Zusjes Kriegel uit 2004, naar een boek van Marc De Bel.
In 2015 bracht ze samen met auteur/componist Rudolf Hecke de duo-single Let's not give a damn uit, in de bijhorende clip spelen professor Dirk De Wachter en auteur Elvis Peeters een voorname rol.
Najaar 2020 verscheen de tweede single van het duo Elsje Helewaut en Rudolf Hecke Love rears.
In 2023-2024 zong Elsje Helewaut in de productie 'Kleine Helden' met onder meer Rudi Vranckx, Serge Feys, Wigbert van Lierde en Gert-Jan Van Hellemont.

## Discografie

### LP/cd
- Elisa Waut (1985)
- Growing Pain (1986)
- Commedia (1987)
- Bloom Boom (1989)
- Wood Nymph Blonde (1990)
- Angelus (1995)
- Mystica (1998)
- The New Light Age (1999) (mini-cd)
- Portraits And Landscapes (2015)

### Singles
- Growing pain (1985)
- It should be you (1985)
- Four times more (1986)
- Don't be mad, get even (1987)
- Lots of people (1987)
- After today (1988)
- Make me jump (1989)
- Vanilla (1990)
- We sail home together (1991)
- Smile (1991)
- Forget your sorrow (1995)
- Where's the sun? (1995)
- Sad king (1995)
- Starman (1998)
- Brother & sister (1998)
- Let's not give a damn (met Rudolf Hecke 2015)
- Love rears (met Rudolf Hecke 2020)

In 1988 nam Elsje de gelijknamige titelsong op van de film Sailors Don't Cry van Marc Didden. Het is een duet met Raymond van het Groenewoud en werd uitgebracht door "Elsje & Raymond".